# 山﨑玲央
山﨑 玲央（やまざきれお、1995年6月7日 - ）は、日本の俳優。兵庫県神戸市出身。ジャスティスジャパンエンターテイメント所属。2024年4月2日までの芸名は山﨑 玲央（やまさきれお）
ファンの愛称は「レオラー」。座右の銘は「THE SHOW MUST GO ON!」。
2024年12月3日には、山﨑玲央念願のオリジナルブランド「DOT.Y」を発表

## 来歴・人物
昔からジャンルを問わず様々映画やドラマを見る家族の影響で芝居に興味を持ち、役者を志す。名前の「玲央（れお）」も母親が好きだったレオナルド・ディカプリオが由来である。高校3年生になり進路を考えた時、女手一つで自分たちきょうだいを育ててくれた母親へ自分と母親が好きなことで恩返しをしたいと思い、役者という夢を追うために上京を決意。
芝居に対して向き合う姿勢はとてもまっすぐで熱い。学生時代には部活動で陸上競技部に所属し、走り高跳びで全国大会への出場経験を持ち、その運動神経を生かし、役者として活動する中で演技だけでなく殺陣・アクロバット・歌・ダンスなど様々なスキルを身に付けている。また、映画・ドラマ・アニメ・音楽など趣味の幅がとても広く、中でもジョジョの奇妙な冒険とバッドばつ丸のファンである。
2021年8月9日のキャスト発表日から2023年7月30日のラストヒーローショーまでの約二年間、千葉県木更津市のご当地ヒーローである「鳳神ヤツルギ」シリーズの10にて哮神ガイオン兼獅子堂カイト役を務めた。
2023年5月には週刊少年チャンピオンにて連載され、アニメ放送もされている人気漫画作品「魔入りました！入間くん」の実写舞台「魔入りました！入間くん THE STAGE」へ アンドロ・M・ジャズ役として2.5次元への出演も果たし、活躍の幅を広げている。

## 出演

### 映画
- レジェンド 最凶覚醒 (2015年)
  - レジェンド 最凶覚醒II（2015年）
- 真夏の夢（2015年）
- SCOOP!（2016年10月1日）
- 風媒花（2016年） - 竜馬 役
- 弱虫ペダル（2020年8月14日）

### テレビドラマ
- ある日、アヒルバス（2015年7月5日 - 8月23日、NHK BSプレミアム）
- 弱虫ペダル（2016年、BSスカパー!）
- 鳳神ヤツルギ10（2021年10月2日 - 12月18日、千葉テレビ・YouTube） - 獅子堂カイト / 哮神ガイオン 役

### ショートムービー
- SNSから始まる恋　前編•後編（2025年）-渡部陽輔役
- 俺のポンコツ秘書は彼か彼女か？（2025年）-山本役

### CM
- UHA味覚糖 e-maのど飴
- docomo学割捜査官 斎藤さんゲーム編
- スマート2018年夏 終わらないアンコール編（2018年6月、JR東海）
- 東京ガス あなたが伝えてくれたこと編 - 陸上部員 役

### イベント
- リベルテvol.5（2018年6月9日）
- リベルテvol.6（2018年8月18日・19日）
- リベルテvol.10（2019年12月23日 - 28日）
- 春爛漫トークイベント〜俳優魂〜（2022年4月2日）
- 雨も滴るいい男祭〜俳優魂〜（2022年6月11日）
- リベルテvol.21（2022年8月11日 - 14日）
- リベルテvol.22（2022年12月30日）
- 山﨑玲央×佐藤慎亮バースデーイベント（2021年5月29日）
- リベルテVol.23 （2022年12月30日）
- Play for the action!!初の主催イベント (2023年3月12日)
- Mensリベルテ (2023年3月18日)
- 山﨑玲央生誕祭~謙虚と感謝~ (2023年6月3日)
- 日々の感謝祭 vol.3 〜僕たちはZOOっと友達だよ♪〜(2023年6月17日)
- イケッチャオ‼︎vol.5~1st anniversary~ (2023年10月21日)
- 部活動2023〜右手はいつも筋肉痛〜 (2023年10月22日)
- チャージマン研！2023アフタートーク＆上映会 (2024年1月20日)
- 山﨑玲央のバースデーイベント「NO REO NO LIFE？」（2024年6月9日）
- ヤツルギ魂周年祭-獅子堂カイト/哮神ガイオン（2024年6月23日）
- 頂上決戦！アクターキングダム（2024年10月1日-11月）
- 『山沖のクリスマスパーティー』（2024年12月15日）昼•夜ゲスト
- 志立彩色学園アイドル科　アフターイベント（2025年3月1日）
- SNSから始まる恋　前編　オンライン舞台挨拶（2025年4月18日）
  - SNSから始まる恋　後編　オンライン舞台挨拶（2025年6月9日）
- 山﨑玲央30th バースデーイベント『れおのきもち』（2025年6月28日）
- 井川勇樹produce『 ACTORS×BATTLE III 』（2025年7月12-13日）
- 四谷ハシャギバ！（2025年7月16日）
- 山沖勇輝主催イベント「暑いね！暑いね！もっも熱く語ろうぜ！！」-（2025年7月20日）夜ゲスト

### 舞台
- 魂のゆくえ（2014年10月9日 - 13日） - 編集助手 役
- 僕らの深夜高速（2014年11月20日 - 24日）
- 鬼斬（2014年12月18日 - 23日） - 剛力 役
- Xion（2015年11月10日 - 15日） - ヨシユキ 役
- 役者、坂本龍馬。（2016年1月20日 - 25日）
- ふしぎ遊戯―朱ノ章―（2016年4月8日 - 17日）
- DOG'S（2017年3月23日 - 4月2日） - フクスケ 役
- フルコンタクト（2017年5月3日 - 7日） - 白岡茉莉 役
- ゴゴゴゴーストワールド（2017年10月20日 - 29日） - 主演・白鳥直哉 役
- 青春フルスロットル（2017年11月29日 - 12月3日） - 吉野光徳 役
  - 青春フルスロットル（2019年8月28日 - 9月1日） - 主演・斎藤明 役
- どぎまぎメモリアル（2018年4月4日 - 8日） - 高橋陸 役
- 最強の姉妹（2018年5月8日 - 7日）
- 金魚花火（2018年9月12日 - 16日） - 主演・工藤真夜 役
  - 金魚花火スピンオフ朗読劇〜あの夏の原点〜（2019年2月9日 - 11日） - 工藤真夜 役
- 青春歌闘劇バトリズムステージWAVE（2019年1月25日 - 2月3日） - レン 役
  - 新春歌闘劇バトリズムTheLIVE（2022年1月2日） - レン 役
  - 青春歌闘劇バトリズムステージ スピンオフ朗読劇A novel of Battrythm Stage（2019年6月29日） - レン 役
- 表が裏（2019年4月17日 - 21日） - 主演・日乃出のぼる 役
- 迷宮ディテクティブ（2019年5月22日 - 26日） - 熱海大介 役
- 男おいらん 朗読劇（2019年9月7日 - 9日） - 飛竜 役
  - 男おいらん〜歌舞繚乱〜（2019年12月6日 - 10日） - 宗次郎 役
- グッバイエイリアン（2020年7月8日 - 12日） - ゲン 役
- あかつきの閃耀〜本能寺の変〜（2020年10月9日 - 11日） - 森蘭丸 役
- 学園事変（2021年1月5日 - 10日） - 三橋知高 役
- 時空陰陽師（2021年4月15日 - 18日） - 高坂ミキト / 源融 役

- PRO PAUSE!!（2021年6月16日 - 20日） - 南波洋次 役
- 学園デスパネル 2021（2021年8月30日・31日） - K.S 役
- 終末のReコード（2021年12月6日・7日） - 戸越 役

- 戦国絵巻〜からす瓜〜一の巻 魔王生誕（2022年7月12日 - 18日） - 雲井経影 役
- Re:write→of...（2022年9月8日 - 11日） - アイン 役
- 名前をつけて保存〜データフォルダ〜（2022年11月1日 - 6日） - アオヤマタモツ 役
- 龍馬が翔ぶ（2022年12月14日 - 18日） - 桂小五郎 役
- うたう！役者100人展!!（東京　2022年12月23日 - 27日・2023年1月4日 - 9日 / 京都　2023年1月31日 - 2月5日）
- 菜々絵の探偵物語Ⅲ（2023年1月11日 - 15日） - 寺島壮一郎 役

- 蒼き空には嵐は吹かず（2023年4月19日 - 23日） - 桂小五郎 役
- 魔入りました！入間くん THE STAGE（2023年5月24日 - 28日） - アンドロ・M・ジャズ 役[2]
- 劇場を潰すな！（2023年8月9日 - 14日） - 浮上理 役[3]
- HATTORI半蔵-零-（2023年9月27日 - 10月1日） - 伊賀ゲンノシン 役

- 思い出の学校 (2023年11月25日 - 26日) - 白石春馬 役
- ”これまで” の役者100人展（2023年12月19日-26日）
- チャージマン研! 2023（2023年12月23日 - 31日） - ボルガ博士 役[4]

- 悪ノ娘（2024年3月13日 - 17日） - ヨーク 役[5]
- 人狼TLPT トランスミッション（2024年4月17日 - 21日）- 泥棒•ハッカー　ジョナス 役
- ステージ「エロイカより愛をこめて」Revival+（2024年7月26日-29日）- 部下B(ベー) 役
- 魔入りました！入間くん THE STAGE 再演（2024年8月30日-9月8日）-アンドロ・M・ジャズ 役[2]
- HOBHOHOBOプロデュース第５弾　朗読劇『瞬くLIFE』（2024年9月21日）-ハヤト役
- 覇権DO!!〜戦国高校天下布武〜（2024年11月1日-5日）-カトウ役
- 志立彩色学園アイドル科（2025年2月11日-16日）-渋谷紫苑役
- 第24回 東出有貴プロデュース 舞台 Long believe (2025年5月8日-11日)-真田幸村役
- 地獄の控室（2025年5月30日-6月8日）ワリー役[6]
- 劇団バルスキッチン第44回公演                歌舞伎町 ビターナイト （2025年10月8-13日）- 八木透 役
- 劇団バルスキッチン第45回公演              歌舞伎町シュガーナイト（2025年11月19日-24日）-八木透 役